# Namnlöstjärnen, Medelpad
Namnlöstjärnen är en sjö i Timrå kommun i Medelpad och ingår i Indalsälvens huvudavrinningsområde. Sjön är 3,3 meter djup, har en yta på 0,0133 kvadratkilometer och befinner sig 242 meter över havet.

## Delavrinningsområde
Namnlöstjärnen ingår i det delavrinningsområde (695437-158069) som SMHI kallar för Mynnar i Mjällån. Medelhöjden är 255 meter över havet och ytan är 16,67 kvadratkilometer. Det finns inga avrinningsområden uppströms utan avrinningsområdet är högsta punkten. Svartbäcken som avvattnar avrinningsområdet har biflödesordning 4, vilket innebär att vattnet flödar genom totalt 4 vattendrag innan det når havet efter 33 kilometer. Avrinningsområdet består mestadels av skog (88 procent). Avrinningsområdet har 0,08 kvadratkilometer vattenytor vilket ger det en sjöprocent på 0,5 procent.